# Konstantinos Tsiklitiras
Konstantinos "Kostas" Tsiklitiras (řecky Κωνσταντίνος "Κώστας" Τσικλητήρας) (13. října 1888, Pylos – 10. února 1913 ) byl řecký atlet, olympijský vítěz ve skoku do dálky z místa.
Nejdříve se věnoval fotbalu a vodnímu pólu, později se zaměřil především na atletické disciplíny. Na olympiádě v Londýně v roce 1908 získal stříbrnou medaili ve skoku do výšky a do dálky z místa. V obou případech ho porazil Američan Ray Ewry. Ten na následující olympiádě ve Stockholmu už nestartoval. Tsiklitiras zde zvítězil ve skoku do dálky z místa (v novém olympijském rekordu 337 cm), ve skoku do výšky z místa vybojoval bronzovou medaili. V roce 1913 se přihlásil jako dobrovolník do armády, aby se mohl zúčastnit balkánských válek. Onemocněl meningitidou a zemřel ve věku 24 let.